# Roihau Degage
Roihau Degage (ur. 12 grudnia 1988) – tahitański piłkarz grający na pozycji napastnika. Jest wychowankiem klubu AS Tefana.

## Kariera klubowa
Karierę piłkarską Degage rozpoczął w klubie AS Tefana. W 2010 roku zadebiutował w nim w pierwszej lidze Tahiti. Z Tefaną dwukrotnie zdobył mistrzostwo Tahiti oraz Puchar Tahiti w 2010 i 2011.

## Kariera reprezentacyjna
W reprezentacji Tahiti Degage zadebiutował 3 czerwca 2012 w wygranym 4-3 meczu eliminacji Mistrzostw Świata z Nową Kaledonią. W 2012 roku wystąpił z Tahiti w Pucharze Narodów Oceanii. Tahiti ten turniej wygrało po raz pierwszy w historii.